# Costatrichia zopilote
Costatrichia zopilote är en nattsländeart som beskrevs av Ralph W. Holzenthal och Harris 1999. Costatrichia zopilote ingår i släktet Costatrichia och familjen smånattsländor. Inga underarter finns listade i Catalogue of Life.